# Zgaga
Zgaga (tudi gorečica) je občutek toplote ali pekoče bolečine za prsnico, navadno v zvezi z gastroezofagealnim refluksom kislega želodčnega soka.
Od 7 do 10 % sicer zdravih ljudi muči zgaga vsak dan, do 40 % oseb pa vsaj enkrat na mesec. Če pa se zgaga pojavlja vsaj dva dni v tednu in bistveno poslabšajo kakovost življenja, gre za t. i. gastroezofagealno refluksno bolezen, vendar nekateri bolniki s to boleznijo zgage ne občutijo. Približno 75 % bolnikov z gastroezofagealno refluksno boleznijo čuti zgago, a stopnja zgage ni povezana s težavnostno stopnjo bolezni.